# Орто-Сырт
Орто-Сырт (кирг. Орто-Сырт) — село в Ак-Талинском районе Нарынской области Кыргызстана. Входит в состав Терекского аильного округа. Код СОАТЕ — 41704 210 811 02 0.

## География
Село расположено на юго-западе центральной части области, в долине реки Беуройлю (бассейн реки Нарын), на расстоянии приблизительно 14 километров (по прямой) к юго-юго-востоку (SSE) от села Баетово, административного центра района. Абсолютная высота — 2346 метров над уровнем моря.

## Население
| год     | 2009 | 2014 | 2015 |
| ------- | ---- | ---- | ---- |
| человек | 10   | 13   | 14   |